# Zasilacz
Zasilacz – urządzenie służące do dopasowania dostępnego napięcia do wymagań zasilanego urządzenia. Ze względu na sposób zmiany wielkości napięcia wyróżnić można:
- zasilacze liniowe, w których elementem dopasowującym jest transformator
- zasilacze impulsowe dopasowujące napięcie przy użyciu różnego rodzaju układów elektronicznych (przekształtników napięcia)
- zasilacze beztransformatorowe, nieposiadające galwanicznej izolacji od sieci zasilającej.

Ze względu na jakość napięcia wyjściowego wyróżnia się:
- zasilacze stabilizowane, w których napięcie utrzymywane jest na stałym poziomie, niezależnie od fluktuacji prądu
- zasilacze niestabilizowane, w których napięcie na wyjściu może ulegać zmianie, zależnie od fluktuacji prądu

Zasilacze budowane są jako uniwersalne lub specjalizowane do konkretnych zastosowań, np.:
- zasilacz komputera.